# Grzegorz Rusiecki
Grzegorz Stanisław Rusiecki (ur. 28 lutego 1983 w Lesznie) – polski polityk, samorządowiec i prawnik, wiceprezydent Leszna (2011–2014), poseł na Sejm IX i X kadencji (2019–2024), prezydent Leszna (od 2024).

## Życiorys
Działał w młodzieżowej radzie miejskiej Leszna. W 2006 ukończył prawo na Uniwersytecie im. Adama Mickiewicza w Poznaniu. Pracował jako doradca klienta i w starostwie powiatowym. Później rozpoczął studia doktoranckie, był wykładowcą prawa pracy m.in. w Państwowej Wyższej Szkole Zawodowej w Lesznie. W 2016 rozpoczął aplikację adwokacką. Został też asystentem europosłanki Krystyny Łybackiej.
W 2002, 2006, 2010, 2014 i 2018 zdobywał mandat radnego miejskiego w Lesznie – w 2002 z listy SLD-UP, później z KWW Lewica dla Leszna Tomasza Malepszego, a w 2018 z ramienia Koalicji Obywatelskiej. Należał do klubu radnych SLD, jednak nigdy nie wstąpił do partii.
W latach 2011–2014 zajmował stanowisko drugiego zastępcy prezydenta Leszna Tomasza Malepszego (zastąpił zmarłego Zdzisława Adamczaka). W 2015 kandydował z własnego komitetu do Senatu RP w okręgu nr 94 (z poparciem Nowoczesnej); uzyskał 18,8% głosów, zajmując 3. wśród 6 kandydatów. W styczniu 2017 wystąpił z Klubu Radnych Lewicy, w sierpniu tego samego roku został członkiem Platformy Obywatelskiej. W 2018 wystartował na prezydenta Leszna z poparciem PO i Nowoczesnej, zajmując 2. miejsce za Łukaszem Borowiakiem (33,1% głosów). W tym samym roku objął stanowisko wicestarosty leszczyńskiego.
W wyborach parlamentarnych w 2019 uzyskał mandat posła na Sejm RP IX kadencji w okręgu kaliskim z ramienia Koalicji Obywatelskiej (zdobył 12 886 głosów). W wyborach w 2023 z powodzeniem ubiegał się o reelekcję (z wynikiem 22 410 głosów). W Sejmie X kadencji został wiceprzewodniczącym Komisji Sprawiedliwości i Praw Człowieka.
W pierwszej turze wyborów samorządowych w 2024 został wybrany na urząd prezydenta Leszna z wynikiem 53,7% głosów. Urząd ten objął 2 maja 2024.

## Życie prywatne
Jest żonaty, ma syna.